# دیوار بزرگ (فیلم)
دیوار بزرگ (به انگلیسی: The Great Wall) یک فیلم حماسی تاریخی علمی–تخیلی هیولایی محصول مشترک کشورهای آمریکا ، کانادا ، استرالیا ، چین ، هنگ کنگ ، تایوان ، کره جنوبی و ژاپن به کارگردانی ژانگ ییمو و نویسندگی تونی گیلروی، دوگ میرو و کارلو برنارد است. از بازیگران آن می‌توان به مت دیمون، پدرو پاسکال، ویلم دفو، لو هان و اندی لاو اشاره کرد. دیوار بزرگ در ۱۵ دسامبر ۲۰۱۶ در چین به نمایش درآمد و سپس در ۱۷ فوریه ۲۰۱۷ توسط یونیورسال استودیوز در ایالات متحده اکران شد. موسیقی این فیلم نیز توسط رامین جوادی ساخته شده است. در این فیلم مت دیمون در نقش یک مزدور اروپایی که طی سلسله سانگ به چین می‌رود تا باروت به دست بیاورد ظاهر شده‌است. او در این مسیر به دیوار بزرگ چین می‌رسد و با سربازان چینی که در برابر هیولاها مبارزه می‌کنند هم‌رزم می‌شود. فیلم نقدهای متناقضی را دریافت کرد و علی‌رغم بودجه تولید ۱۵۰ میلیون دلاری در کل ۳۳۲ میلیون دلار در سطح جهان فروخت که یک شکست مالی در باکس آفیس محسوب می‌شود.

## داستان فیلم
به‌دنبال دست‌یابی به اسرار سلاح‌های گرم چندین مزدور اروپایی طی زمان امپراطوری رِنزانگ به چین سفر می‌کنند. آن‌ها در تلاش برای عبور از دیوار چین توسط سربازان چینی دستگیر و زندانی می‌شوند اما پس از مدتی آزاد شده تا به ارتش چین در مبارزه با هیولاهای مرموز و ناشناخته کمک رسانند. مزدوران طی حمله اژدها به سربازان چینی کمک کرده و این چنین می‌شود که باعث از بین بردن هیولاها تا پایان فیلم می‌شوند.

## بازیگران
مت دیمون در نقش ویلیام
جینگ تیان
پدرو پاسکال
ویلم دفو
ژانگ هانیو
ادی پنگ
لو هان
کنی لین در نقش فرمانده چِن
وانگ جونکای در نقش امپراتور
ژنگ کای در نقش شِن
هوانگ شوان در نقش فرمانده دنگ
چن شوئه دونگ در نقش فرمانده گارد سلطنتی
اندی لاو

## موسیقی فیلم
موسیقی پس زمینه این فیلم توسط رامین جوادی کار شده‌است.